# Hell or Highwater
Hell or Highwater – debiutancki album Davida Duchovnego, wydany 12 maja 2015 roku nakładem wytwórni ThinkSay. 
Wydawnictwo wyprodukował Colin Lee.
Album zawiera 12 piosenek napisanych przez aktora. Wydawnictwo zostało nagrane przy wsparciu grupy muzyków z zespołu Weather. Jako inspiracje do nagrania debiutanckiej płyty, aktor wskazał twórczość takich artystów, jak między innymi Leonard Cohen, Bob Dylan, Wilco, R.E.M. oraz The Flaming Lips.

## Lista utworów
Opracowano na podstawie materiału źródłowego.
1. „Let It Rain” – 4:35
2. „3000” – 3:40
3. „Stars” – 2:58
4. „Hell or Highwater” – 5:46
5. „The Things” – 3:57
6. „The Rain Song” – 4:07
7. „Unsaid Undone” – 4:16
8. „Lately It’s Always December” – 4:50
9. „Another Year” – 4:56
10. „Passenger” – 4:38
11. „When the Time Comes” – 3:39
12. „Positively Madison Avenue” – 6:57